# Bílina
Bílina (tjekkisk udtale: [ˈbiːlɪna] ; tysk: Bilin) er en by i distriktet Teplice i regionen Ústí nad Labem i Tjekkiet med omkring 15.000 indbyggere. Den er kendt for sine kurbade og som en kilde til det stærkt mineraliserede vand, Bílinská kyselka. Den historiske bymidte er velbevaret og er beskyttet ved lov som en bymæssig monumentzone.
Bílina består af seks bydele: Bílina, Chudeřice, Mostecké Předměstí, Pražské Předměstí, Teplické Předměstí og Újezdské Předměstí.

## Etymologi
Byens navn stammer fra adjektivet bílý (bielý på gammeltjekkisk), der betyder "hvid". Udtrykket Bielina ("hvidt/skaldet sted") er etymologisk afledt enten af, at der var et område uden træ eller fra det glitrende vand i Bílina-floden (tidligere kaldet Bělá).

## Geografi
Bílina ligger omkring10 km syd for Teplice og 10 km nordøst for Most. Den ligger på grænsen mellem Mostbækkenet og Bøhmiske Mittelgebirge i dalen til floden Bílina.
Byen er domineret af den stejle bakke Bořeň er en stor fonolitbakke, der dominerer byen og dens omgivelser. Den ligger på den sydlige kommunegrænse og er det højeste punkt i byen på 539 meter over havets overflade. Det ligger i det eponyme nationale naturreservat. Et andet dominerende træk er den gigantiske brunkulsmine Bílina, som for alvor ændrede og beskadigede det omgivende landskab.

## Historie

### 10.-15. århundrede
I det 10. århundrede blev der bygget en gord her, som blev områdets administrative centrum. Den første skriftlige omtale af Bílina er på et privilegium af pave Johannes 15. fra 993, da det blev nævnt som sæde for en provins (latin: provincia Belinensis). En optegnelse i Chronica Boemorum beskriver et slag mellem hertug Bretislaus 1. og den tyske kejser Henrik 3. nær gordet i 1040-1041.
I 1230'erne ophørte Bílina med at være det administrative centrum. I 1237 donerede kong Wenzel 1. af Bøhmen Bílina til ridderen Ojíř af Friedberg, som havde bygget et nyt slot i bebyggelsen, som blev udvidet til en middelalderby med forsvarsværker og tre porte i anden halvdel af det 14. århundrede. Bílina blev omtalt som en by for første gang i 1263.
I 1407 blev Bílina købt af lord Albrecht af Koldice, kendt for sin anti-hussitiske holdning, og Bílina blev omringet og erobret af den hussitiske hejtman Jakoubek af Vřesovice, som returnerede den til Koldice-familien i 1436. Herrer af Koldice beholdt byen indtil 1495.

### 16.-19. århundrede
I 1502 blev Bílina erhvervet af den aristokratiske Lobkowicz-familie, som senere havde bygget et nyt slot på stedet for det gotiske slot, tegnet af den schweizisk-italienske arkitekt Antonio della Porta. I 1568 beskadigede en stor brand byen alvorligt. I 1634, under Trediveårskrigen, blev byen erobret og plyndret af den svenske hær. På grund af den voldsomme genkatolisering blev en del af Bílinas indbyggere myrdet og andre emigrerede til protestantiske lande. Byen blev derefter genbosat af folk fra Sachsen og blev efterhånden overvejende tysktalende. I anden halvdel af 1600-tallet kom byen sig og begyndte at blomstre igen.
Den hurtige udvikling af Bílina skete i det 19. århundrede, da industrialiseringen begyndte. Der blev etableret en sukkerfabrik, en porcelænsfabrik og en glasfabrik. Byens fæstningsværker blev gradvist revet ned og byen udvidet. I 1871–1872 og 1874–1887 blev de to jernbaner bygget. Tjekkiske familier begyndte at flytte til byen for at arbejde.

### 20. århundrede
Fra oktober 1938 til maj 1945, blev annekteret af Nazityskland og administreret som en del af Reichsgau Sudetenland. Efter befrielsen af Tjekkoslovakiet blev næsten alle tyskere fra byen fordrevet. Nedgangen i befolkning blev efter krigen erstattet af immigranter af tjekkisk oprindelse fra Volhynien og Balkan samt slovakker og romaer.
Et andet vendepunkt i byens historie var en overgang i 1989, efter Fløjlsrevolutionen. Efterkommere af Lobkowicz-familien genvandt en del af deres oprindelige ejendom, inklusive spaen; spaen blev solgt til et privat firma i 1997. 

## Seværdigheder
Lobkowicz Slot er et barokslot bygget i årene 1676-1682 på stedet for et tidligere gotisk slot. En bevaret hussitbastion som en rest af de massive bybefæstninger er i den østlige del af slotskomplekset. Slottet er privatejet.
Rådhuset er et hovedvartegn for Mírové-pladsen i den historiske bymidte. Det er en jugendstilbygning, bygget i 1908-1911. Mariasøjlen og springvandet på pladsen er fra anden halvdel af 1600-tallet.
Peter og Paulus kirke er en sognekirke og et historisk monument. Den oprindelige kirke blev bygget allerede i 1061. Hele arkitekturen blander gotiske og renæssanceelementer, skabt under genopbygningen i 1573-1575, efter at byen blev ramt af en brand.
Kyselka spa-kompleks omfatter kildehuset med mineralvand, caféer og naturlige amfiteater i skovmiljø.